# 프리징 (만화)
《프리징》(일본어: フリージング)은 임달영 원작의 일본의 만화이다. 《코믹 발키리》 11호부터 연재가 시작되었으며, 대한민국에서는 학산문화사를 통해 발매되고 있다. 2011년 1월부터 AT-X 등의 방송사를 통해 일본 내에서 애니메이션으로 방영되고 있다.

## 줄거리
인류를 습격하는 ‘이차원체’와의 전투에서 누나를 잃은 소년 카즈야는 이차원체에 대항하는 작전 학교 ‘제네틱스’에 편입한다. 제네틱스 에서는 타고난 몸을 가진, '성흔 조각'을 몸에 품고 자신만의 특별한 웨폰, '볼트웨폰'을 사용해 이차원체와 싸우는 '판도라'. 그리고 판도라를 도와 상대를 결박시키는 기술인 '프리징'을 사용하는 '리미터'를 육성한다.
그는 9년 전 이차원체 '노바'와 싸우다 사망한 누나와 비슷한, 강인하면서 쓸쓸한 뒷모습을 가진 여학생을 발견하고 끌어안는다. 그러나 카즈야가 끌어안은 그 학생은 제네틱스 내에서 무패를 자랑하는 '사테라이자 엘 브리짓'.
카즈야로 인해 사테라이자는 동급생인 '가넷사 롤랜드' 와의 싸움에서 패배한다. 사테라이자는 제네틱스에서 '접촉 금지의 여왕'이라는 별명이 있다. 그런 위험한 학생을 껴안고 가슴에 얼굴을 묻기까지 한 카즈야는 제네틱스의 학생회장인 '시폰 페어차일드' 에게 편입 하자마자 전학 권유를 받는다(...). 그 시각 사테라이자 엘 브리짓 에게 재대결을 신청한 가넷사 롤랜드는 교칙을 어기면서도 대결을 하고, 결국 사테라이자 에게 패한다.
이 후 카즈야는 반에서 반장인 '히이라기 카호', '아서'와 친구가 된다.
점심시간, 옥상에서 카즈야는 사테라이자 에게 자신이 그녀의 리미터가 되게 해달라고 부탁한다. 그 순간, 3학년의 '칸나즈키 미야비'가 둘을 방해하고 카즈야를 이유로 사테라이자와 대결한다. 미야비는 결투로 얼굴에 상처를 입고 분노해 교칙을 어기고 사테라이자에게 굴욕과 모욕을 준다. 카즈야는 이건 너무 심한 짓 이라고 미야비를 말리고 원래는 불가능했을 '프리징'을 사용해 미야비를 결박한다. 그 순간을 노려 사테라이자는 미야비를 마구 공격하고 가슴에 웨폰을 박아버린다(...). 이 후 사테라자는 도가 넘는 보복을, 무려 상급생에게 저지른 벌을 받고 풀려난다.
다음날, 3학년이 하급생인 2학년에게 졌다는 소문이 제네틱스 전체에 퍼진다. 그래서 3학년 서열 7위의 엘리트인 '잉그릿드 번슈타인'은 6위인 '아티아 시몬즈'의 얘기를 듣고 사테라이자를 만나 얘기를 한다. '내일까지 리미터를 만들어라. 내일 너와 싸워 널 폐기시키겠다.'라는 얘기. 사테라이자는 리미터가 없는 틈을 노려 밤에 잉그릿드에게 도전하지만, 3학년 중에서도 상위 클래스인 잉그릿드의 실력차에 밀린다. 사테라이자는 단숨에 제압 당해 총 6개의 성흔 중 1개의 성흔을 뜯긴다. 잉그릿드가 사테라이자의 리미터가 될 사람이 있냐고 다른 학생들에게 묻자 카즈야가 리미터가 되겠다고 나선다. 카즈야의 도움으로 사테라이자는 몸이 다 괴사될 뻔한 잉그릿드를 이긴다.
얼마 후, 먼 티벳트에서 온 소녀인 '라나 린첸'이 제네틱스에 편입한다. 라나는 막강한 능력을 사용하며 동급생 들에게 극찬을 받는다. 라나는 카즈야가 자신의 운명의 남자라고 믿고 카즈야에게 접근한다.
학생 식당에서 3학년인 아티아 시몬즈는 점심식사를 하던 라나를 만나 사테라이자가 카즈야를 이용하기만 하는 것이라고 라나를 속인다. 이에 화가 난 라나는 사테라에게 결투 신청을 해서 이긴 사람이 카즈야를 파트너로 받아 들이자는 제안을 한다. 둘은 격렬한 싸움으로 지쳐간다.
사테라와 라나의 싸움에 아티아는 3학년 서열 4위의 '아네트 맥밀란', 5위의 '클레오 블런트'를 데려와 난입한다. 라나는 자신이 아티아의 거짓말에 속았다는 사실에 분노해 2:1로 싸우려는 사테라와 힘을 합쳐 2:2로 싸운다. 하지만 엄청난 실력차에 밀려 둘 다 쓰러지고 만다. 사테라는 9살에 엘 브리짓 가문의 대저택에 와 남동생의 괴롭힘, 자신을 무시하는 엄마에게 고통받던 자신을 회상하며 순식간에 각성해 아네트를 공격한다. 곧이어 라나도 뜻밖의 상황에 당황하는 클레오를 각성해 이기고, 학생회장의 조치로 싸움은 중단된다.
한편 3학년 4위, 5위까지 나섰는데도 사테라를 이기지 못하자, 3학년 순위 2위의 엘리트이자 대재벌 가문의 영애, '엘리자베스 메이블리'는 다음을 기약하며 사테라에게 잠시 손을 뗀다.
카즈야와 사테라이자가 즐거운 시간을 보내는 도중, 동시에 노바 타입S (강력한 이차원체) 4체가 출몰하며 제네틱스는 위기를 맞이한다. 이로 인해 이스트 제네틱스의 판도라들이 노바에게 조종당하는 의식 불명 상태의 '노바폼화' 상태가 된다. 설상가상으로 노바 4체 중 2체가 카즈야와 사테라가 있는 웨스트 제네틱스에 찾아오며 상황은 더 심각해진다. 3학년들 마저 노바폼에 패배하자 사테라이자와 아네트가 노바폼을 상대하기 시작한다. 사테라이자는 이스트 제네틱스의 엘리트이자 '3학년 세계 최강 5인' 중 한 명인 '캐시 록하트'와 싸우게 된다. 하지만 저항도 못해보고 패배하고 만다. 그 순간 자신이 천재로 태어났다는 이유로 최강의 판도라를 목표로 하고, 아버지도 자신을 압박하며 훈련 시켰다는 캐시의 속사정이 밝혀진다. 캐시가 노바폼의 스킬인 레이저를 사용해 사테라가 죽을 위기에 놓이자 가넷사 롤랜드가 희생하며 사테라는 목숨을 건진다. 그 후 절망하는 가넷사의 리미터, 아서의 모습, 눈물을 흘리는 카즈야의 모습을 보고 사테라는 노바폼과 똑같은 모습으로 변한다. 혈투 끝에 사테라는 캐시를 이기고, 가넷사도 심장이 뛴다는 소식이 전해진다.

## 등장인물
사테라이자 엘 브리짓(새틀라이저 엘 브리짓,Satellizer el Bridget)
성우 - 노토 마미코
일명 '접촉금지 여왕' 이라 불리는 긴 금발의 제네틱스 소속 여학생. 성격상 냉정한 이미지를 가졌으며 누군가 자신에게 접근하거나 만지려 하면 바로 거부 반응을 보이는 기피 습성을 갖고 있다. 전투시에는 과도한 공격으로 상대방에게 치명타를 입히는 능력을 발휘한다.
아오이 카즈야(아오이 가즈야,Aoi Kazuya)
성우 - 이치키 미츠히로
제네틱스 소속 남학생. '이차원체' 와의 전투에서 누나를 잃은 후 이들에 대항한다는 제네틱스에 입학하게 되었다. 그러다가 우연히 보게 된 사테라이자를 보고 그녀를 죽은 친누나로 오인하여 껴안게 된다.
가넷사 로랜드(가네사 롤랜드,Ganessa Roland)
성우 - 키타무라 에리
자홍빛 트윈 테일 헤어스타일을 가진 제네틱스 2학년 여학생. 밝고 활발한 성격이며 사테라이자를 라이벌로 의식하며 그녀에 대한 대항의식을 가지고 있다.
시폰 페어챠일드(시폰 페어차일드,Chiffon Fairchild)
성우 - 이노우에 마리나
제네틱스 학생회 회장. 무패연승을 자랑하는 최고의 고수이자 실력자로 실력도 가장 강하고 뛰어난 것으로 알려졌다. 평소 미소를 짓는 성격이지만 나머지는 종잡을 수 없어보이는 성격이다.
엘리자베스 메이브리(엘리자베스 메이블리,Elizabeth Mably)
성우 - 가이다 유코
재벌일가의 영애격 아가씨이자 제네틱스 여학생. 명석한 두뇌를 가졌지만 성격상 냉정한 편이나 덕망상으로는 두터운 성격으로 학생들의 존망 대상이기도 하다.
미야비 칸나즈키(간나즈키 미야비,Kannaduki Miyabi)
성우 - 쿠와타니 나츠코
일명 '신입 리미터 포식자' 라 불리는 소녀. 리미터의 포식자라는 별명답게 여러 가지 리미터를 가지고 있다.
잉그릿드 번슈타인(잉그리드 번슈타인,Ingrid Bernstein)
성우 - 코시미즈 아미
붉은 머리의 롱헤어를 가진 여학생. 질서유지를 신조로 삼고 있어서 질서파괴와 혼란이 일어나면 당사자에 대한 자비없이 바로 응징을 하는 직설적 성격이다. 이 때문에 사테라이자와도 대결구도에 들어가기도 했다.
마린 맥스웰(Marin Maxwell)
성우 - 카사하라 아키라
잉그릿드와 동급생인 소녀로 1년 전 훈련 도중 사망하였다. 잉그릿드에게 영향을 끼친 인물로도 알려졌다.
히이라기 카호(히이라기 가호,Hiiragi Kaho)
성우 - 오오쿠보 루미
제네틱스의 여학생이자 카즈야의 동급생. 밝은 성격이자 상냥한 스타일을 가진 학생이다.
아서 크립톤(아더 크립턴,Arthur Crypton)
성우 - 오카모토 노부히코
카즈하와 동급생으로 있는 제네틱스 학생. 가넷사의 리미터 역할을 하고 있으며 카즈야와는 기숙사 옆방에서 지내고 있다. 가넷사를 개인적으로 존경하고 있다.
라나 린첸(Rana Linchen,垃娜 林沁)
성우 - 하나자와 카나
티베트에서 제네틱스로 원정유학을 오게 된 여학생. 티베트에서 리미터를 찾기 위해 일본에 왔으며 카즈야와는 깡패들에게 위기를 맞게 되었을 때 처음 만나게 되었고 '~이지 말입니다'라는 어투를 사용한다.
아티아 시몬즈(Attia Simmons)
성우 - 우에다 카나
제네틱스 3학년생. 은발의 롤빵 헤어스타일을 가진 소녀로 사람과 친해지기를 꺼려하는 성격이 있으며 사테라이자를 자신의 눈엣가시이자 적(敵)으로 인식하며 그녀를 혼란에 빠뜨릴 계략을 꾸민다.
아넷트 맥밀란(아네트 맥밀란,Arnett McMillan)
성우 - 아사카와 유우
붉은 머리와 금발이 섞인 포니테일 스타일의 제네틱스 여학생. 맥풀린 말투를 쓰고 있으며 쾌활한 성격이지만 사디스트 기질도 보이곤 한다. 사테라이자를 갓난아기 취급을 하며 그녀를 격하하는 스타일이 짙고 매서운 실력을 발휘한다.
크레오 브랜드(Creo Brand)
성우 - 킷타 이즈미
티시 페닐(Ticy Phenyl)
성우 - 우치다 아야
에리즈 슈밋츠(엘리즈 슈미츠,Elise Schmitz)
성우 - 미즈사와 후미에
카즈야의 친누나인 카즈하의 전우(戰友)이자 제네틱스 교의(敎醫). 이전에 카즈하, 김유미와 함께 전투에 참전하였으며 이미 전사(戰死)했던 동료인 카즈하를 숭모하고 있다. 후에는 교의로 활동하며 비전투 계열의 인물로 분류되지만 여전히 막강한 실력을 지니고 있으며 김유미와 함께 사테라이자의 과격함을 제지하기도 한다.
김유미(Kim Yumi,金由美)
성우 - 와타나베 아케노
카즈야의 친누나인 카즈하, 슈밋츠의 전우(戰友)이자 제네틱스 학습 교관. 이전에 전투 당시 왼팔이 빠지는 중상을 입은 경험이 있으며 함께 싸우다 전사(戰死)한 동료인 카즈하를 숭모하고 있다. 후에는 제네틱스의 학습 교관으로 학생들을 양성하는 교육자로 활동하고 있다.
캐시 록하트(Cathy Lockharte)
성우 - 쿠기미야 리에
일명 '신속' 이라 불리는 제네틱스 학생. 가정의 사정으로 판도라가 되었지만 상냥스런 성격 때문에 판도라로서 자신을 보이지 못한다는 단점을 갖고 있다.
바이올렛 엘 브리짓(Violet el Bridget)
성우 - 카야노 아이
사테라이자의 언니이자 엘 브리짓가(家)의 장녀로 사테라이자에게 제네틱스 입학을 권유했던 장본인이다. 사테라이자 모녀가 처음으로 가문에 들어왔을 때 반갑게 맞이하였던 적이 있었다.
루이스 엘 브리짓(Louis el Bridget)
성우 - 사나다 아사미(소년기), 노지마 켄지(제2기)
바이올렛, 사테라이자의 남동생. 엘 브리짓가(家) 1남 2녀 중 장남으로 사테라이자와는 관계가 소원해졌으나 발리에서 만나게 된 후로는 관계가 회복되었다.
아오이 카즈하(아오이 가즈하,Aoi Kazuha)
성우 - 노토 마미코
카즈야의 친누나로 인류를 공격한다는 이차원체와의 전투 끝에 사망한다. 사테라이자와 생김새가 닮아보이지만 성격은 다정함 그 자체로 추정된다.

## 단행본

### 일본
일본에서는 킬 타임 커뮤니케이션의 《코믹 발키리》를 통해 연재되고 있다.
| 권수   | 발매일           | ISBN                   |
| ------ | ---------------- | ---------------------- |
| 제1권  | 2007년 10월 26일 | ISBN 978-4-86032-474-2 |
| 제2권  | 2008년 4월 30일  | ISBN 978-4-86032-570-1 |
| 제3권  | 2008년 10월 30일 | ISBN 978-4-86032-650-0 |
| 제4권  | 2009년 4월 10일  | ISBN 978-4-86032-739-2 |
| 제5권  | 2009년 7월 12일  | ISBN 978-4-86032-787-3 |
| 제6권  | 2009년 10월 28일 | ISBN 978-4-86032-829-0 |
| 제7권  | 2010년 3월 29일  | ISBN 978-4-86032-898-6 |
| 제8권  | 2010년 8월 25일  | ISBN 978-4-86032-964-8 |
| 제9권  | 2010년 10월 27일 | ISBN 978-4-86032-993-8 |
| 제10권 | 2011년 2월 28일  | ISBN 978-4-7992-0029-2 |

### 대한민국
대한민국에서는 학산문화사를 통해 발매되고 있다.
| 권수   | 발매일           | ISBN                   |
| ------ | ---------------- | ---------------------- |
| 제1권  | 2007년 11월 15일 | ISBN 978-89-258-4570-8 |
| 제2권  | 2008년 6월 10일  | ISBN 978-89-258-1450-6 |
| 제3권  | 2009년 1월 25일  | ISBN 978-89-258-2697-4 |
| 제4권  | 2009년 6월 25일  | ISBN 978-89-258-3427-6 |
| 제5권  | 2009년 9월 25일  | ISBN 978-89-258-3752-9 |
| 제6권  | 2010년 1월 25일  | ISBN 978-89-258-4231-8 |
| 제7권  | 2010년 4월 15일  | ISBN 978-89-258-4802-0 |
| 제8권  | 2010년 10월 25일 | ISBN 978-89-258-5880-7 |
| 제9권  | 2011년 2월 25일  | ISBN 978-89-258-6463-1 |
| 제10권 | 2011년 3월 28일  | ISBN 978-89-258-6702-1 |

## 애니메이션
2011년 1월부터 지바 TV 등의 독립 UHF 방송국과 AT-X를 통해 방영되고 있다. 대한민국에서는 애니플러스를 통해서 일본어 녹음에 한국어 자막 형식으로 '19세 이상 시청가' 등급판정하에 심야시간대에 방송하고 있으며 일부 잔혹적이거나 노출씬 등이 있는 부분은 까맣게 부분 가림처리를 하였다.

### 제작진
- 원작 - 임달영, 김광현 (코믹 발키리 연재중）
- 감독 - 와타나베 타카시
- 시리즈 구성 - 아카호시 마사나오
- 캐릭터 디자인·총 작화감독 - 와타나베 마유미
- 액션 작화감독 - 스가 시게유키
- 설정 디자인 - 코바야시 토쿠미츠
- 메카 디자인 - 카와하라 토모히로
- 미술감독 - 쿠와바라 사토루
- 색채 설정 - 이리오모테 미치요
- 촬영감독 - 모리시타 세이치, 사이토 히토시
- 편집 - 니시야마 시게루
- 음향감독 - 츠지타니 코우지
- 음악 - 요코야마 마사루
- 프로듀서 - 타나카 신사쿠, 타치자키 타카시
- 프로듀스 - 에스워드
- 애니메이션 제작 - A·C·G·T
- 제작 - 프리징 제작위원회(미디어팩토리, 킬 타임 커뮤니케이션, T.O 엔터테인먼트, A·C·G·T, 에스워드, AT-X, 닥스 프로덕션）

### 주제가
오프닝 테마 "COLOR"
작사 - AI / 작·편곡 - toku
노래 - MARiA
엔딩 테마 〈그대를 지키고 싶어〉(君を守りたい)
작사 - 이나바 에미 / 작·편곡 - YOW-ROW
노래 - 코바야시 아이카

### 방영 목록
| 화수       | 부제                            | 각본              | 그림 콘티         | 연출              | 작화감독                                                    |
| ---------- | ------------------------------- | ----------------- | ----------------- | ----------------- | ----------------------------------------------------------- |
| Episode 01 | Untouchable Queen               | 아카호시 마사나오 | 와타나베 타카시   | 카마나카 후미하루 | 후쿠세 타카아키                                             |
| Episode 02 | Pandora Mode                    | 아카호시 마사나오 | 와타나베 타카시   | 카마나카 후미하루 | 안도 마사히로                                               |
| Episode 03 | Accelerating Turn               | 아카호시 마사나오 | 이시야 요시마사   | 이시야 요시마사   | 마츠모토 후미오                                             |
| Episode 04 | Tempest Turn                    | 아카호시 마사나오 | 와타나베 타카시   | 야마우치 토키오   | 미야타 나오미 카메이 다이스케 후쿠요 타카아키               |
| Episode 05 | She is Rana Linchen             | 요시오카 타카오   | 카마나카 후미하루 | 카마나카 후미하루 | 후쿠요 타카아키 카메이 다이스케 안도 마사히로               |
| Episode 06 | Machination                     | 요시오카 타카오   | 카마나카 후미하루 | 카마나카 후미하루 | 안도 마사히로 후쿠요 타카아키 카메이 다이스케 요시다 유이치 |
| Episode 07 | Sanction                        | 요시오카 타카오   | 소노다 마사히로   | 시모지 야스히로   | 오자와 마도카 아라오 히데유키 오제키 미야비                 |
| Episode 08 | Pandora Queen                   | 요시오카 타카오   | 이시야 요시마사   | 오하시 아키요     | 코누마 카츠스케 히구치 히로미                               |
| Episode 09 | Godspeed of the East            | 아카호시 마사나오 | 소노다 마사히로   | 소노다 마사히로   | 후쿠요 타카아키 안도 마사히로 카메이 다이스케               |
| Episode 10 | NOVA Form                       | 아카호시 마사나오 | 와타나베 타카시   | 시노미 야스유키   | 이성진 박창환 NARA ANIMATION                                |
| Episode 11 | Ambush! Ravensborne Nucleochede | 아카호시 마사나오 | 와타나베 타카시   | 야마우치 토키오   | 안도 마사히로 후쿠요 타카아키 히구치 히로미 모리카와 히토시 |

## 인터넷 전달

### 라디오
2010년 12월 10일부터 HiBiKi Radio Station을 통해 《킷타 이즈미와 우치다 아야의 프리징 웨스트 미들 필드 제네틱스 학원 분교!!》가 전달되고 있다. 갱신 시기는 매달 두 번째 금요일이다.
진행자
킷타 이즈미 (크레오 브랜드 역)
우치다 아야 (티시 페니르 역)
게스트
1화 - 노토 마미코 (사테라이자 엘 브리짓 역)
2화 - 키타무라 에리 (가넷사 로랜드 역)
3화 - MARiA (오프닝 테마 곡 가수)
4화 - 코바야시 아이카 (엔딩 테마 곡 가수), 하나자와 카나 (리나 린첸 역)

### 영상
애니메이션화를 기념해 공식 사이트 및 유튜브를 통해 특별 동영상 기획 《프리징 제네틱스 TV》를 전달하고 있다. 진행자는 노토 마미코와 하나자와 카나로, 2명의 토크가 주된 내용이다.
갱신 일지
- 제1회, 제2회 - 2010년 12월 10일
- 제3회 - 2010년 12월 21일
- 제4회 - 2011년 1월 13일
- 제5회 - 2011년 1월 27일
- 제6회 - 2011년 2월 9일
- 제7회 - 2011년 2월 23일
- 제8회 - 2011년 3월 10일